# Parc Seny
Ne doit pas être confondu avec Parc Ten Reuken.
Le parc Seny (en néerlandais : Senypark) est un parc de promenade de type paysager bruxellois à cheval sur les communes d'Auderghem et de Watermael-Boitsfort, longeant le boulevard du Souverain.
Une partie de cette promenade s'insère dans la promenade verte de la Région bruxelloise.

## Historique[2]
Près de l’entrée du parc Seny, le long de la Woluwe, se trouvait autrefois un moulin à eau dénommé Nedermolen (moulin d'en bas). Sa construction remonterait au XIIIe siècle par les Schoonenberg, propriétaires d’une ferme à hauteur de l’avenue de la Houlette. Il changea régulièrement de propriétaire, d’appellation et de fonction. L’industriel Albert Seny l’achète en 1836 avec ses terrains, alors qu'il servait à la fabrication de papier. Seny en fera une teinturerie de coton avant d’être occupé, dès 1894, par les entreprises Vandenbroeck et Cie qui produisent des tissus antiseptiques. Les matières premières sont lavées dans la rivière. Plusieurs petites industries s’installèrent dans les environs.
Au début du XXe siècle, le boulevard du Souverain est créé et les industries sont priées de déménager pour sauvegarder le prestige de la nouvelle avenue avec de nombreux espaces verts. L'usine déménage à Gastuche, dans l’entité de Grez-Doiceau. Laissés à leur sort, les locaux de l’ancien moulin pourrissent sur pied avant d’être démolis après la Grande Guerre.
Les terrains avoisinants sont encore, comme tout le fond de la vallée de la Woluwe, des prairies marécageuses, inondées lors des crues de la rivière. Leur propriétaire négligent, l’Etat propose, en 1937, d’y construire une piscine publique, ce que le collège échevinal accepte avec empressement. Mais la survenance de la guerre compromet sa réalisation.
L’idée de créer un parc traversé par la Woluwe s'inscrit dans la perspective de l’Expo 58. Dessiné par le paysagiste A. Bervaes (1959), l'’écrin vert qui borde le cours sinueux de la Woluwe devrait abriter un musée botanique en plein air, un arboretum pédagogique regroupant arbres, arbustes, plantes et fleurs d’essences diverses. Jugé non prioritaire, il sera finalement inauguré en 1963. Il prendra le patronyme de l’un des derniers propriétaires du moulin.

## Descriptif

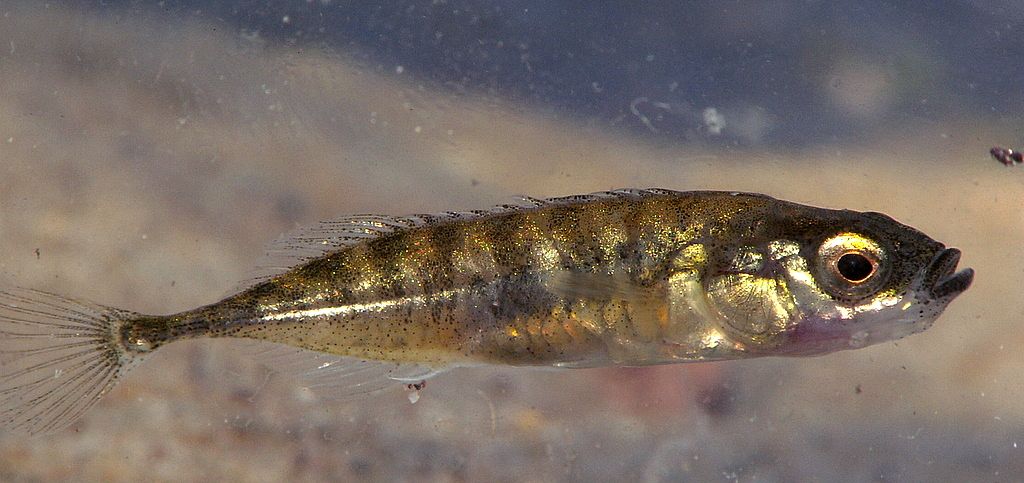
L'épinoche dans les eaux de la Woluwe

Le cours sinueux de la Woluwe sert de colonne vertébrale au parc Seny dont le style se démarque clairement de ses voisins en présentant une structure plus architecturée, mise à l’honneur par René Pechère. Aux cheminements épousant la rivière et les légers vallonnements s’opposent des espaces et des massifs plus géométriques. Au centre, l’étang circulaire lové dans une dépression naturelle est trop petit pour s’intégrer valablement dans la composition.
Le parc Seny contient une grande variété de conifères et de feuillus dont certains figurent parmi les arbres remarquables de la Région bruxelloise : des pins noirs, un chêne à cupules chevelus, un chêne de Hongrie, un bouleau de jacquemont, un saule blanc et diverses sortes de peupliers (Populus tremula, canescens, lasiocarpa) ainsi que des noisetiers. Des arbustes et plantes vivaces y prospèrent, tels l'Hydrangea, la Magnolia, le Cornus.

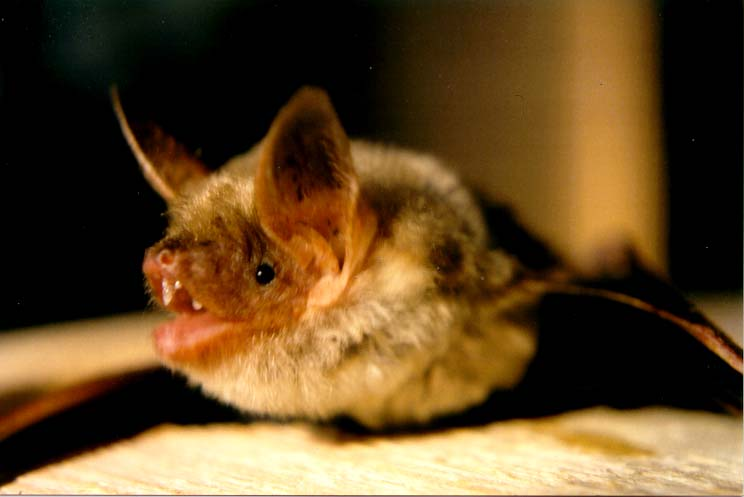
Le grand murin

Le parc Seny est l’une des stations de la zone spéciale de conservation Natura 2000. Il fournit repos, nourriture, reproduction et hibernation à 14 espèces de chauve-souris et en particulier à la barbastelle, le vespertilion des marais, le vespertilion à oreilles échancrées et le grand murin. Le long de la Woluwe, des insectes butinent sur l'épilobe hirsute et les salicaires qui y prolifèrent. Les plantes d’eau créent un biotope favorable à diverses espèces de poissons, tels les gardons, les perches et épinoches.